# Mohall
La ville de Mohall est le siège du comté de Renville, dans l’État du Dakota du Nord, aux États-Unis. Sa population, qui s’élevait à 783 habitants lors du recensement de 2010, est estimée à 723 habitants en 2019.

## Histoire
Mohall a été fondée en 1901 par M. O. Hall, un homme d’affaires originaire de Duluth qui a donné son nom à la localité. Mais il existait déjà un autre Hall dans l’État aussi elle a été renommée Mohall en 1902. Elle est devenue le siège du comté en 1910, quand le comté a été créé par division du comté de Ward.

## Démographie
| Groupe            | Mohall | Dakota du Nord | États-Unis |
| ----------------- | ------ | -------------- | ---------- |
| Blancs            | 97,1   | 90,0           | 72,4       |
| Amérindiens       | 1,2    | 5,4            | 0,9        |
| Métis             | 1,0    | 1,8            | 2,9        |
| Autres            | 0,7    | 2,8            | 23,8       |
| Total             | 100    | 100            | 100        |
|                   |        |                |            |
| Latino-Américains | 1,3    | 2,0            | 16,7       |

Selon l'American Community Survey, pour la période 2011-2015, 98,81 % de la population âgée de plus de 5 ans déclare parler anglais à la maison, alors que 0,59 % déclare parler l'espagnol et 0,59 % une autre langue.
| 1910 | 1920 | 1930 | 1940 | 1950  | 1960 |
| ---- | ---- | ---- | ---- | ----- | ---- |
| 493  | 651  | 676  | 687  | 1 073 | 956  |

| 1970 | 1980  | 1990 | 2000 | 2010 | - |
| ---- | ----- | ---- | ---- | ---- | - |
| 950  | 1 049 | 931  | 812  | 783  | - |